# Tårnby kommun
Tårnby kommun är en kommun i Region Hovedstaden i Danmark med 43 010 invånare (2017). Den ligger huvudsakligen på ön Amager. Den delas upp i tre kommundelar som från väster till öster heter Vestamager, Tårnby och Kastrup.
Köpenhamns internationella flygplats ligger i kommunen, och Öresundsförbindelsen har en ändpunkt i den, båda i Kastrup. Kommunen har stora områden utan byggnader, dels flygplatsen, dels ett stort gräsområde i Vestamager och dels öarna Saltholm och Pepparholm.
Tårnby är den enda danska kommun som stavar å-ljudet med å och inte aa.

## Socknar
| 1. Korsvejens socken 2. Kastrups socken 3. Skelgaards socken 4. Tårnby socken |